# Ahrensburguià
L'ahrensburguià és el nom d'una cultura de caçadors nòmades del Paleolític superior tardà del nord de l'Europa central. Aquesta cultura té una cronologia de c. 12.900 i 11.700 BP, el que coincideix amb el Dryas recent, l'últim període de fred de les acaballes de la glaciació de Weichsel; aquest període va donar lloc al centre d'Europa a un paisatge desforestat i a la formació d'una tundra amb bedolls i arbusts del tipus sorbus.

Possibles rutes migratòries dels humans prehistòrics durant el Paleolític superior

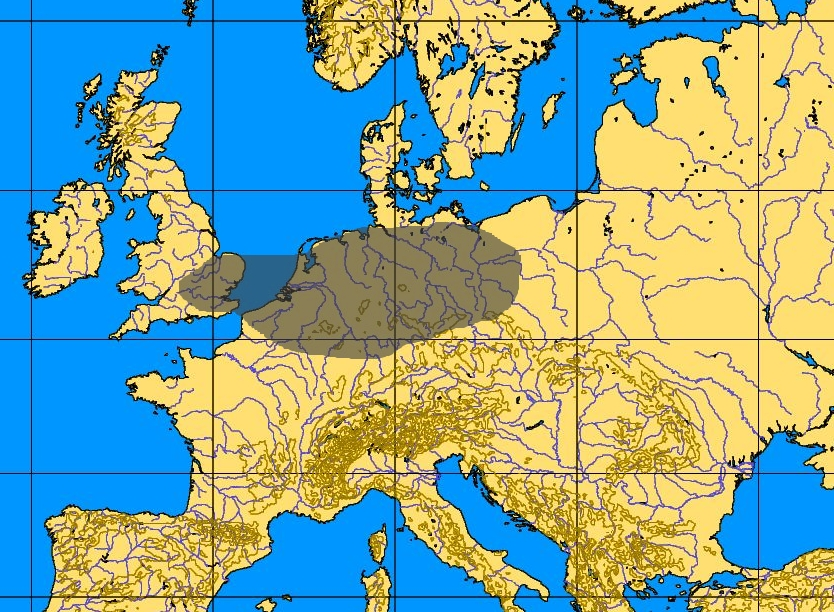
Distribució geogràfica de la cultura d'Ahrensburg.

La presa més important era el ren. Les primeres evidències de la utilització de l'arc i les fletxes són d’aquesta cultura, tot i que aquesta arma podria haver estat inventada anteriorment.
L'ahrensburguià va ser precedit per les cultures d'Hamburg i Federmesser i va ser substituït per les cultures maglemesa i swideriana. S'ha trobat evidències ahrensburguianes al sud i a l'oest d'Escandinàvia, a la plana nord-alemanya i a l'oest de Polònia. L’àrea de l'ahrensburguià també incloïa grans zones de terra que es troben avui al fons del mar Bàltic i del Nord, ja que durant el Dryas recent la costa tenia un traçat molt més septentrional que l'actual.
La cultura rep el nom d'una vall túnel situada prop de la localitat d'Ahrensburg, a 25 km al nord-est d'Hamburg, a l'estat alemany de Slesvig-Holstein, on jaciments com Meiendorf, Stellmoor i Borneck contenen capes ahrensburguianes. Tot i que les capes d'aquests jaciments, així com la majoria d'altres llocs amb troballes d'aquesta cultura, daten dels Dryas recent, la capa ahrensburgiana d'Alt Duvenstedt ha estat datada a l'Allerød molt tardà, representant així possiblement una primera etapa de l’ahrensburguià que podria correspondre a la cultura de Bromme al nord. Es troben útils amb espines associats tant a la cultura de Bromme com a la d’Ahrensburg.
La investigació genètica suggereix que aquesta cultura estava connectada amb el gen Hg R1a1 que s'hauria estès des de les valls del Dnieper i el Don i del refugi LGM d'Ucraïna entre fa 13.000 i 7600 anys, confirmant així la hipòtesi que els caçadors de rens van començar a expandir-se des de la vall del Dnieper a Ucraïna i, passant pel centre d’Europa, van arribar a Escandinàvia fa uns 12.000 anys.